# Национальный музей Нары
Национальный музей Нары (яп. 奈良国立博物館 нара кокурицу хакубуцукан) — музей национального искусства Японии. Расположен в городе Нара, являвшимся столицей страны в период с 710 по 784 годы.
Музей известен богатой коллекцией буддийского искусства, которая включает в себя картины, скульптуры, храмовые манускрипты. Также здесь хранятся и экспонируются образцы изобразительного искусства, принадлежащие близлежащим храмам.

## История

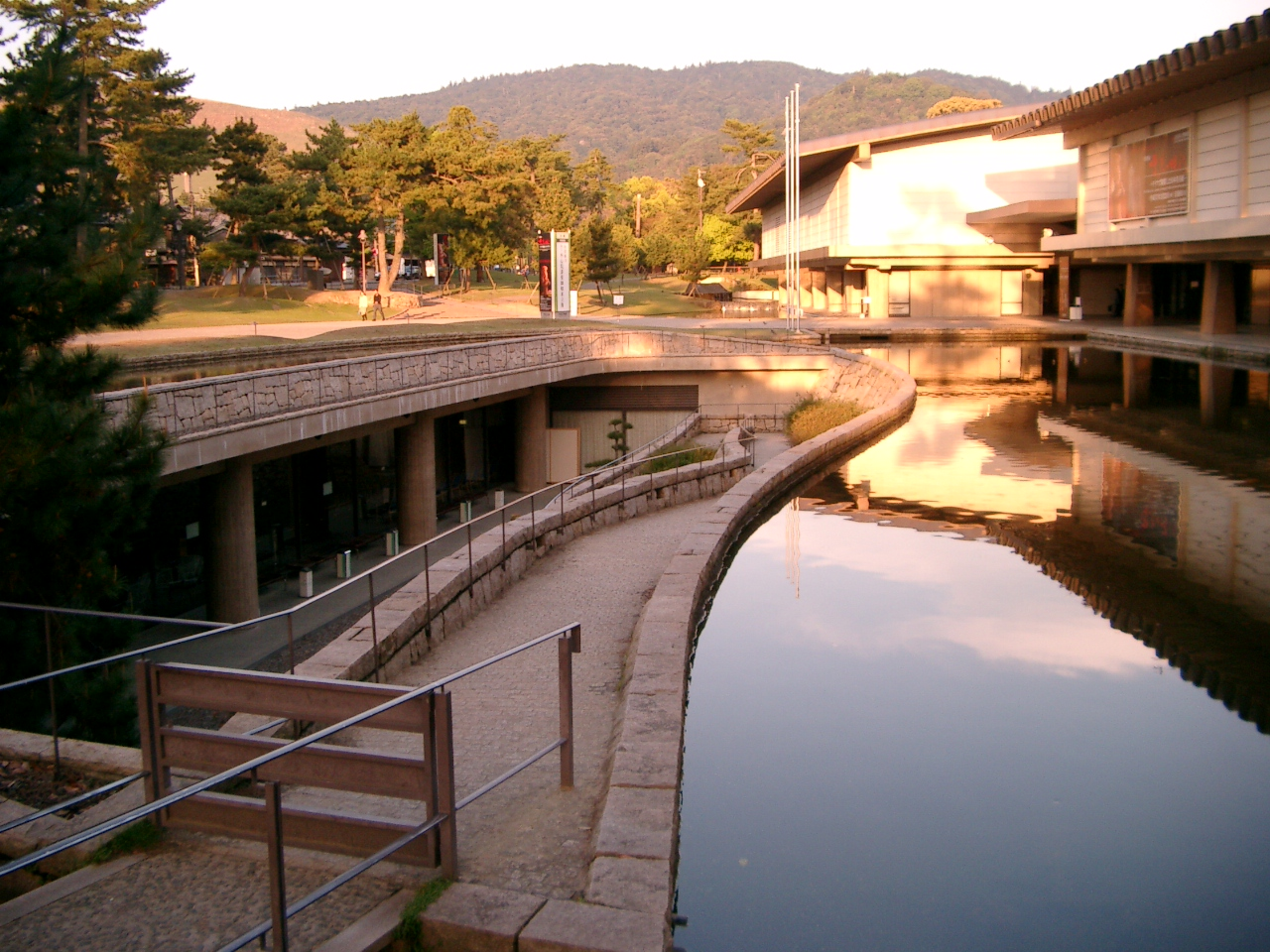
Новое здание

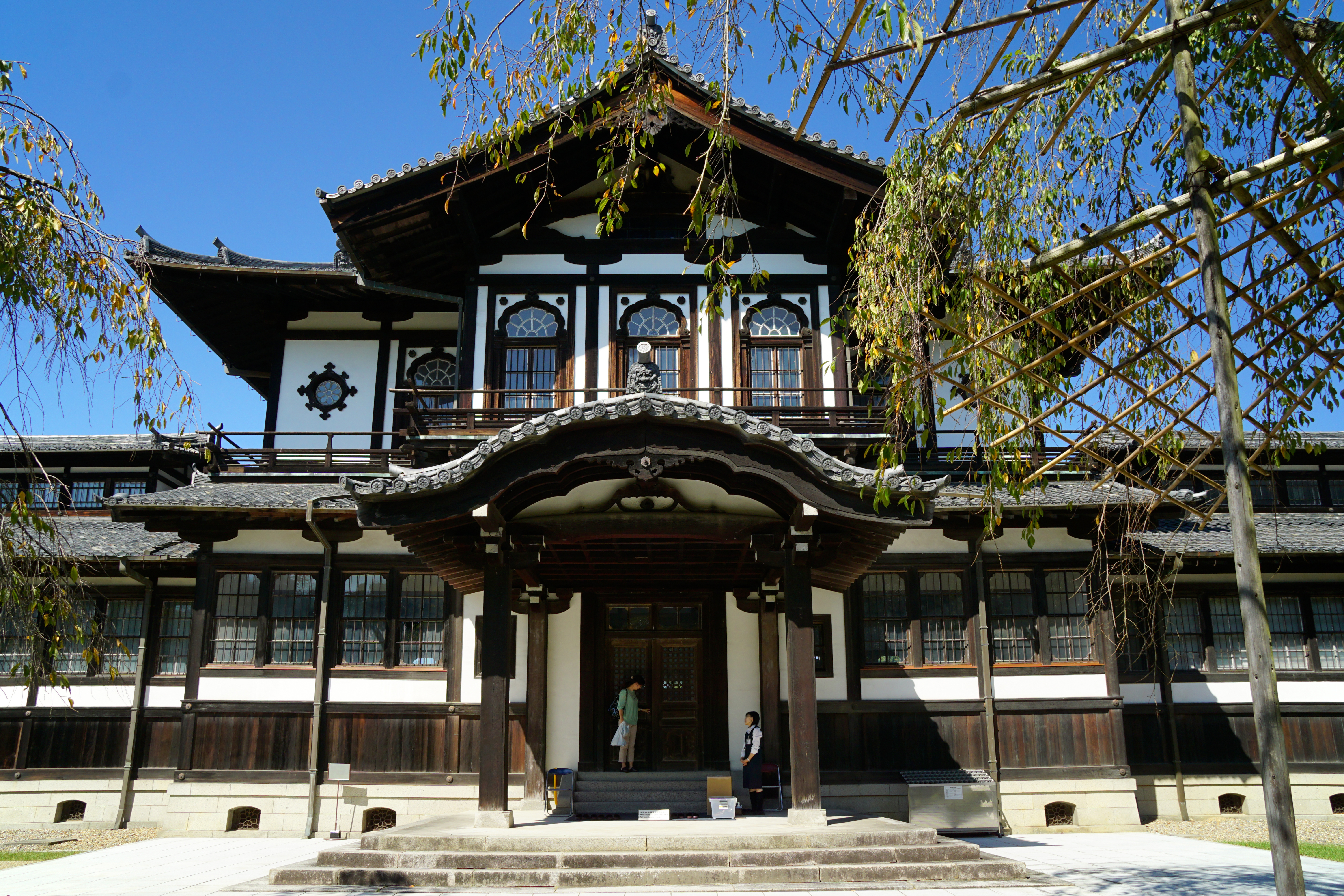
Библиотека буддийского искусства

До образования музея правителем Нары Фудзи Тихиро в 1874 году была создана Выставочная компания Нары.
Основание музея состоялось в 1889 году, он имел статус императорского. Первое здание музея, выполненное в западном стиле, спроектировал Катаяма Токума (1854—1917); постройка закончилась в 1894 году. Первая выставка музея прошла в 1895 году. С 1952 года музей переименован из Императорского в Национальный. В 1973 году было построено новое выставочное здание (Западное крыло) по проекту Дзюндзо Ёсимуры (1908—1997). В 1980 году открылась Библиотека буддийского искусства. В 1997 году завершено строительство Восточного крыла.

## Галерея

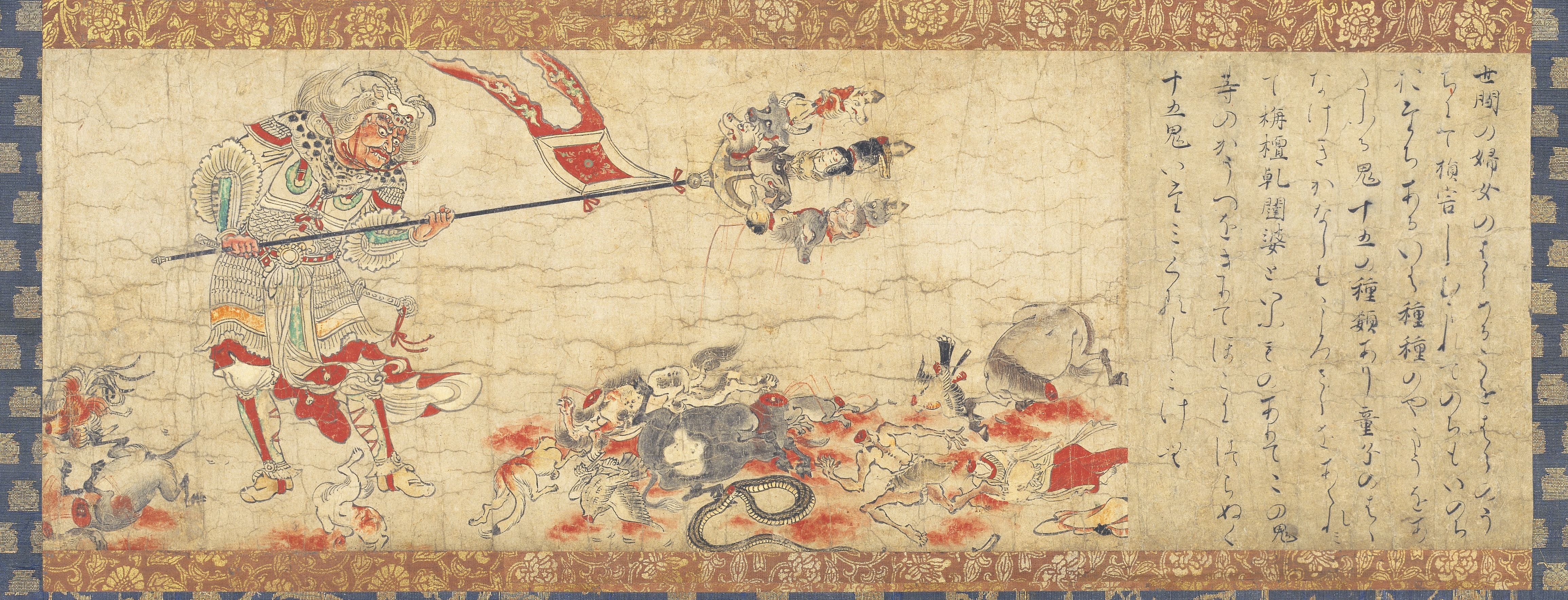
Какэмон XII века с изображением изгнания демонов добрыми духами
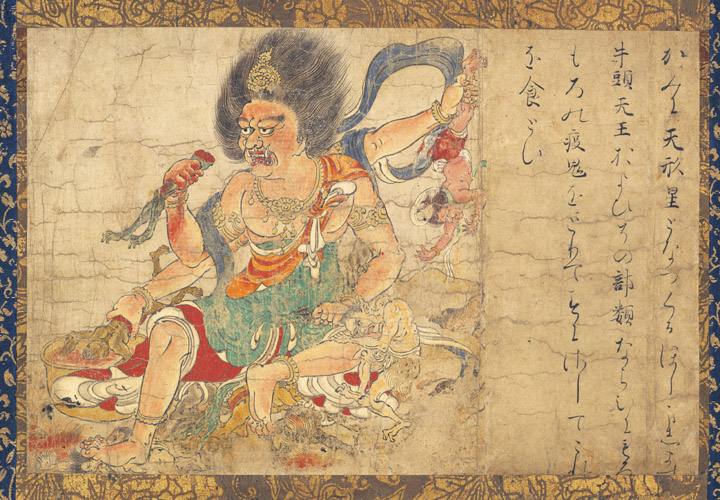
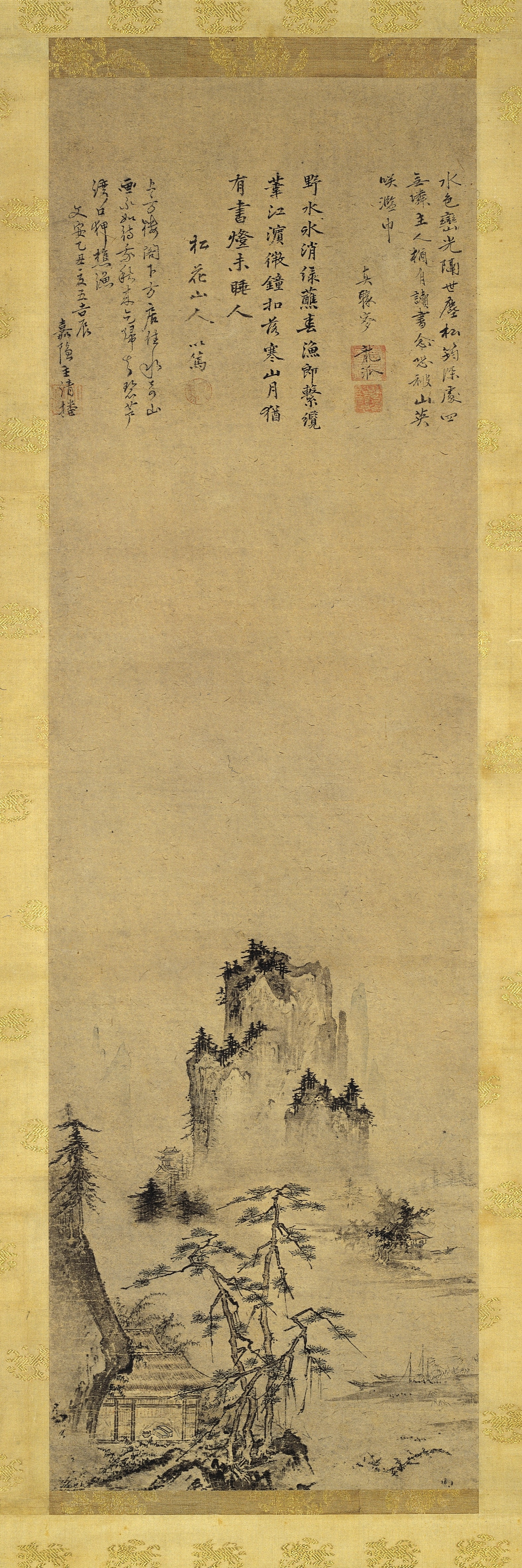